# The Haunted Bedroom
The Haunted Bedroom er en amerikansk stumfilm fra 1919 af Fred Niblo.

## Medvirkende
- Enid Bennett som Betsy Thorne
- Dorcas Matthews som Dolores Arnold
- Jack Nelson som Daniel Arnold
- Lloyd Hughes som Dunwoody
- William Conklin som Dr. James Dunwoody